# Elvira de Leão
Elvira de Leão e Castela ou ainda Elvira Alfónsez (Toledo, 1100 ou 16 de março de 1104 – 6 de fevereiro ou 8 de fevereiro de 1135) foi uma infanta de Castela e Leão, e a primeira rainha consorte da Sicília como esposa de Rogério II da Sicília.

## Família
Elvira foi a segunda filha e criança nascida do rei Afonso VI de Leão e de Zaida de Sevilha. Sua mãe pode ter sido amante ou esposa de Afonso, depois de ter ficado viúva de Abu al Fatah al Ma'mun, emir de Córdova. Após ser batizada na fé católica, Zaida adotou o nome de Isabel.
Os seus avós paternos eram o rei Fernando I de Leão e a rainha Sancha I de Leão. Não se sabe quem eram os seus avós maternos. 
Ela teve um irmão mais velho, Sancho, que foi morto em batalha em 1108, e uma irmã mais velha, Sancha, esposa de Rodrigo Gonzaléz de Lara, Senhor de Lara e Liébana. Ela teve uma meia-irmã da segunda esposa do pai, Constança da Borgonha, que foi a rainha Urraca I de Leão.
Elvira também teve duas meia-irmãs nascidas da amante do rei, Ximena Moniz: Elvira Afonso de Castela, casada com Raimundo IV de Toulouse, e Teresa de Leão, condessa de Portugal como esposa de Henrique de Borgonha.

## Biografia
Elvira cresceu na corte do pai, deve ter estado acostumada a uma convivência pacífica entre diversas fés e culturas que dominavam a Península Ibérica naquela época. Tanto Castela quanto a Sicília, o futuro país da princesa, possuía uma população diversa de cristãos, judeus e mulçumanos.
Em 1117, Elvira se casou com Rogério da Sicília, então o conde da Sicília, além de duque de Apúlia e Calábria. Ele era filho do conde Rogério I da Sicília e de Adelaide del Vasto. A Sicília também possuía uma população mulçumana de tamanho considerável, e o casamento fazia parte do plano de Rogério de imitar a política religiosa do pai de Elvira. A ascendência da princesa dos governantes de Al-Andalus através de sua mãe, Zaida, exemplifica um "padrão de associação cultural" entre as rainhas da Sicília e o Mundo islâmico. É possível também que ela tenha influenciado a cultivação extensiva da Arte islâmica durante o reinado do marido.
Não se sabe muito sobre como ela exerceu seu papel da rainha, sendo que raramente exercia seu poder real na corte. Não parece que Elvira foi ativa na política e nem como mecenas da igreja, sendo principalmente lembrada pelos seis filhos que teve com o rei. Eles foram criados em Palermo, a capital do reino.
Em 1135, Elvira e Rogério adoeceram; a doença era grave e infecciosa. A rainha faleceu em 6 ou 8 de fevereiro daquele ano, com aproximadamente 30 a 35 anos. A rainha foi enterrada na Catedral de Palermo, numa capela que ela havia fundado. O rei ficou devastado com a morte da esposa, e como consequência, se isolou no quarto e se recusou a ver qualquer pessoa, inclusive seus criados mais próximos. Eventualmente, foram espalhados rumores de que o monarca também havia falecido. Ele permaneceu viúvo por quatorze anos, e se casou novamente apenas em 1149 com Sibila da Borgonha.

## Descendência
- Rogério III, Duque de Apúlia (1118 – 12 de maio de 1148), sucessor do pai como duque de Apúlia e Calábria. Foi casado com Isabel de Blois, uma bisneta do rei Guilherme I de Inglaterra e de Matilde de Flandres. Teve dois filhos ilegítimos com Ema de Lecce, o rei Tancredo da Sicília e Guilherme.
- Trancredo, Príncipe de Bari (1119  – 1135/45), sabe-se que foi investido como cavaleiro junto com o irmão mais velho em 1135, quando provavelmente tinha 16 anos. Não se casou e nem teve filhos.
- Afonso, Príncipe de Cápua (1120/21 – 10 de outubro de 1144), duque de Nápoles a partir de 1139. Não se casou e nem teve filhos.
- Filha (m. 1135), apesar de seu nome não ser conhecido, é mencionada como filha de Elvira e Rogério nos Anais de Romoaldo e na Crônica de Romualdo Guarna.
- Guilherme I da Sicília (1131 – 7 ou 15 de maio de 1166), sucessor do pai. Foi marido de Margarida de Navarra, com quem teve quatro filhos.
- Henrique (antes de agosto de 1135 - 1135/45), morreu jovem.